# Agios Loannis
Agios Loannis (Grieks: Άγιος Ιωάννης Πηλίου) is een dorp aan de oostkust van Pilion in Magnesia, Thessalië, Griekenland. Het maakt deel uit van Agios Dimitrios Piliou in de gemeente Zagora-Mouresi.
Agios Loannis heeft een van de populairste stranden van Pilion. Het heeft een kleine haven die wordt gebruikt door vissersboten en jachten.